# Мадисон (округ, Нью-Йорк)
Округ Мадисон (англ. Madison County) — округ штата Нью-Йорк, США. Население округа на 2000 год составляло 69441 человек. Административный центр округа — город Уомпсвилл.

## История
Округ Мадисон основан в 1806 году. Источник образования округа Мадисон: округ Шенанго.

## География
Округ занимает площадь 1714,6 км².

## Демография
Согласно переписи населения 2000 года, в округе Мадисон проживало 69441 человек. По оценке Бюро переписи населения США, к 2009 году население увеличилось на 0,7 %, до 69954 человек. Плотность населения составляла 40,8 человек на квадратный километр.